# Bande S
Pour les articles homonymes, voir bande.

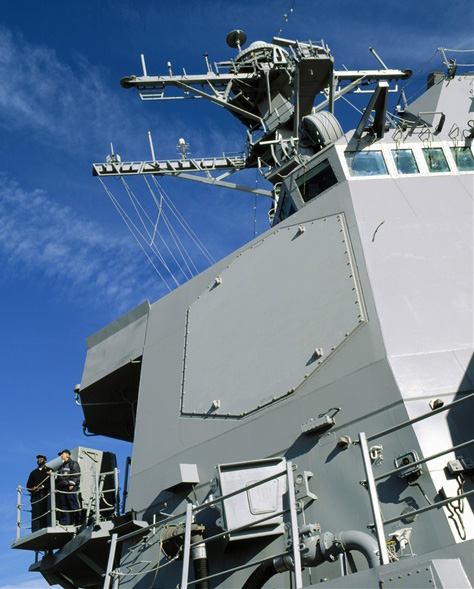
Radar militaire AN/SPY-1D.

La bande S est une bande de fréquences définie sur la partie du spectre électromagnétique allant de 2 à 4 GHz.

## Exemples d'utilisation
La bande S est notamment utilisée dans les applications suivantes :
- Radars météorologiques et certains radars militaires de surveillance aérienne (exemple AN/SPY-1 ou SAMPSON)
- Quelques satellites de télécommunications, spécialement ceux que la NASA emploie pour communiquer avec leurs navettes spatiales et la Station spatiale internationale.
- Certains transmetteurs audio/vidéo de puissance maximale 20 mW
- Les réseaux sans fil utilisant le protocole Wi-Fi (2400 à 2485 MHz)
- Les réseaux mobiles LTE (2500 à 2690 MHz) et 5G (3400 à 3800 MHz)